# حالول
حالول جزيرة قطرية. تبعد حوالي 80 كيلومتر (50 ميل) شمال شرقي الدوحة وهي بمثابة منطقة تخزين ومحطة تحميل للنفط في الحقول البحرية المحيطة بها. تقع إحدى القواعد الرئيسية للقوات البحرية القطرية في حالول. قوات خفر السواحل وأمن الحدود أيضا لها قاعدة للعمليات في الجزيرة.
كان يتردد على الجزيرة قوارب صيد اللؤلؤ في أوائل القرن العشرين.

## الصناعة
بعد فترة وجيزة من بدء أنشطة النفط في منتصف الخمسينات بدأت الحكومة في استثمار الموارد لتحويل حالول إلى محطة تحميل نفط كبرى. كذلك أدركت أهمية الجزيرة في الستينات بعد أن بدأت الحكومة في إنشاء حقول النفط البحرية. بين عامي 1964 و 1966 تم بناء البنية التحتية الصناعية في الجزيرة. اعتبارا من عام 2015 فإن الجزيرة يستوعب 11 دبابة سقف عائم خارجية تبلغ سعتها الإجمالية 5 ملايين برميل من النفط الخام.
تنتج حالول الكهرباء الخاصة بها. لديها تسعة مولدات توربو بسعة 43 ميغاواط. توجد وحدتي تحلية قادرتين على تحلية 400 متر مكعب (110,000 جالون أمريكي) من المياه العذبة.

## الجغرافيا
الجزيرة تقع 72 ميل إلى الجنوب الشرقي من رأس راكان وحوالي 50 ميل إلى الشمال الشرقي من العاصمة الدوحة. يبلغ طولها حوالي ميل. تبلغ أعلى قمة فيها 202 قدم. يمكن رؤية الجزيرة من مسافة حوالي 15 ميل وهناك الشعاب المحيطة بها والتي تمتد إلى 0.2 ميل بحري من الشاطئ. الجزيرة عرضة لرياح الشمال. على بعد 45 ميل إلى الشمال الشرقي من الجزيرة فهي منطقة صخرية وضحلة.

### الجيولوجيا
معظم سطح الجزيرة يقع على طبقات من حقب الحياة القديمة. العصر الكمبري تم تشكيل هرمزي للطبقة السطحية السائدة. تعتبر الجزيرة أحد مكانين في قطر الذي يحتوي على سطح من حقب الحياة القديمة. تم العثور على أكاسيد الحديد مثل الهيماتيت ومغرة في الجزيرة ولكن ترك من دون استغلال بسبب ارتفاع تكاليف الاستخراج والنقل.

## معرض صور

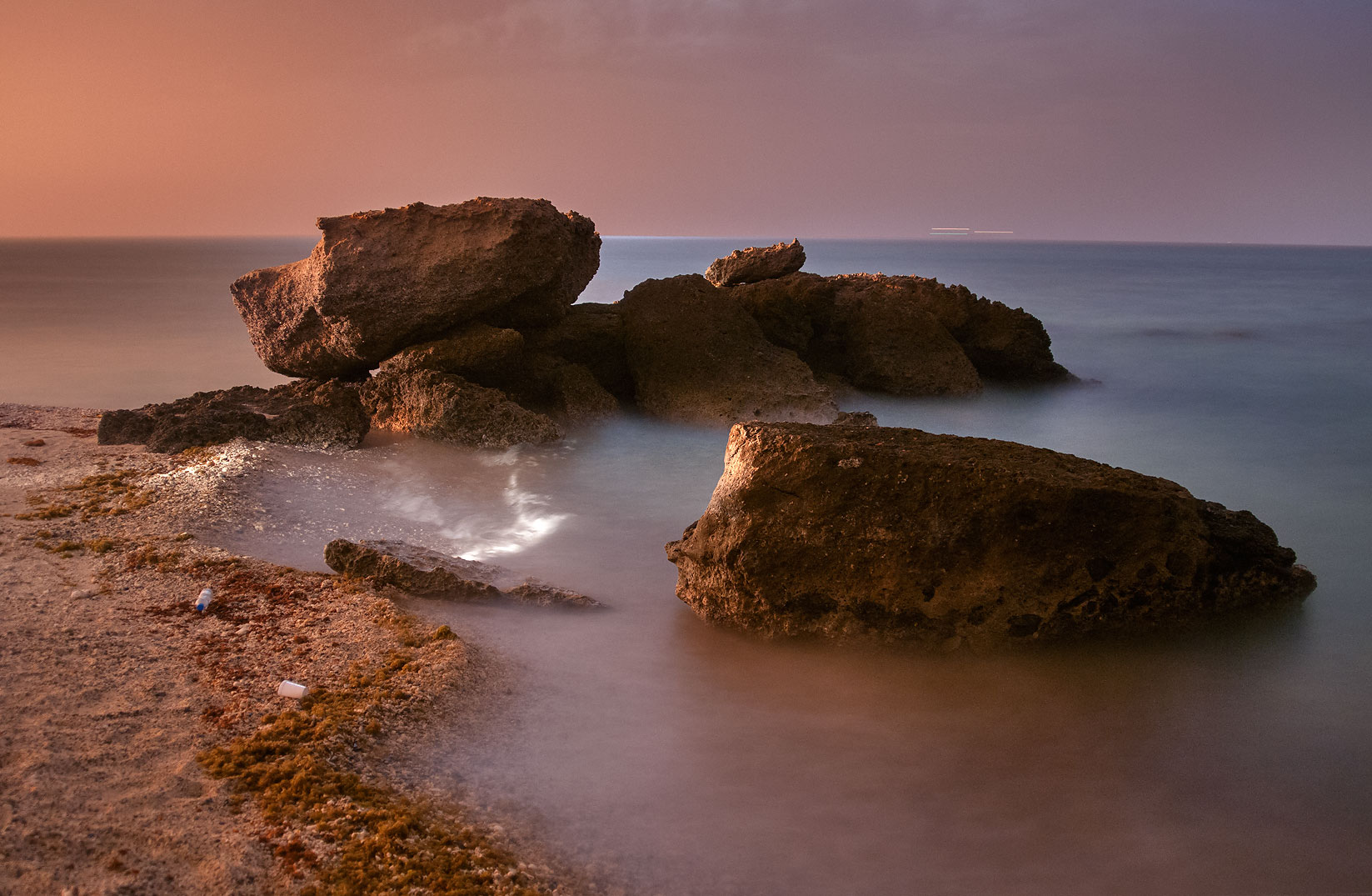
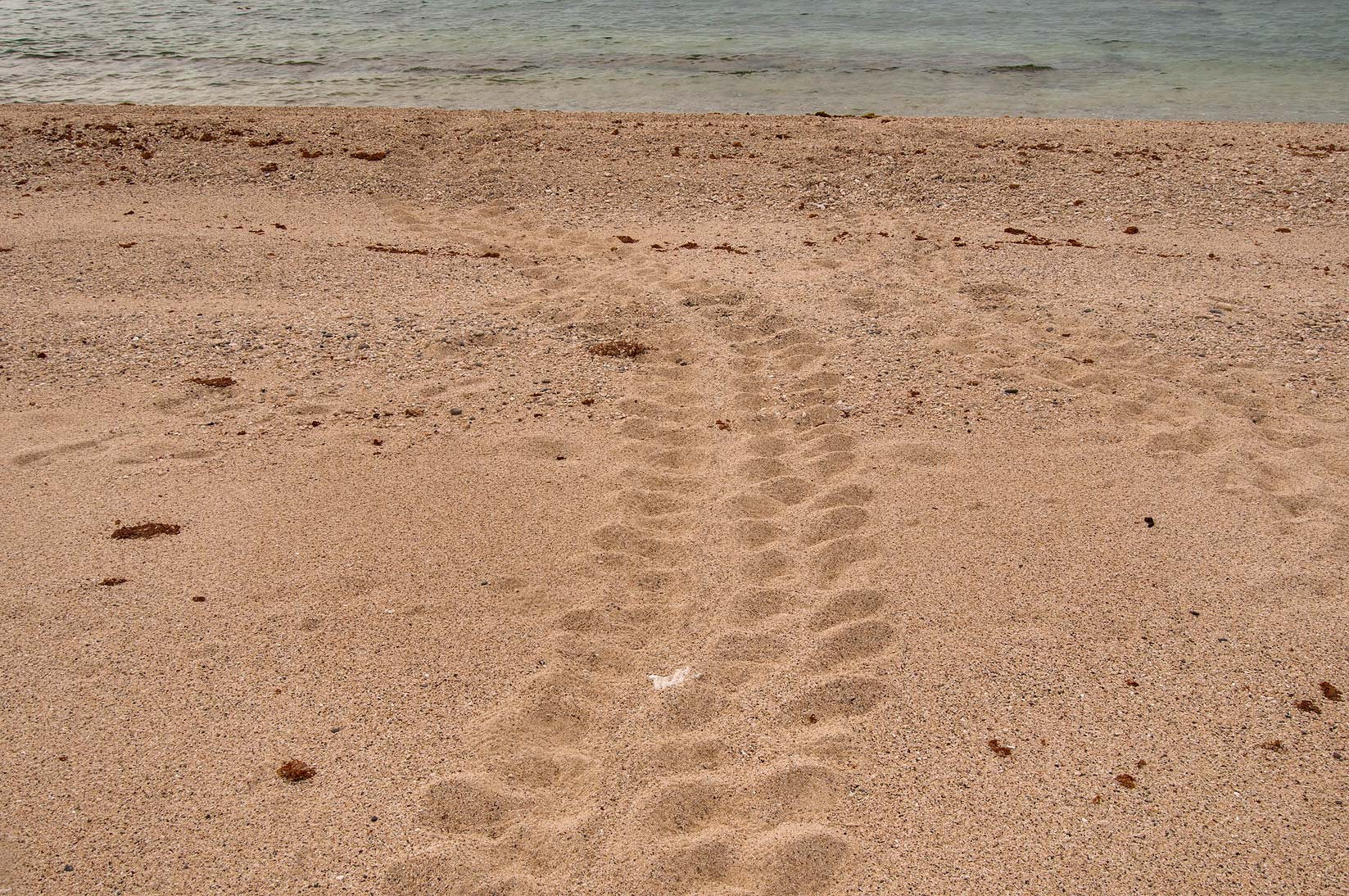
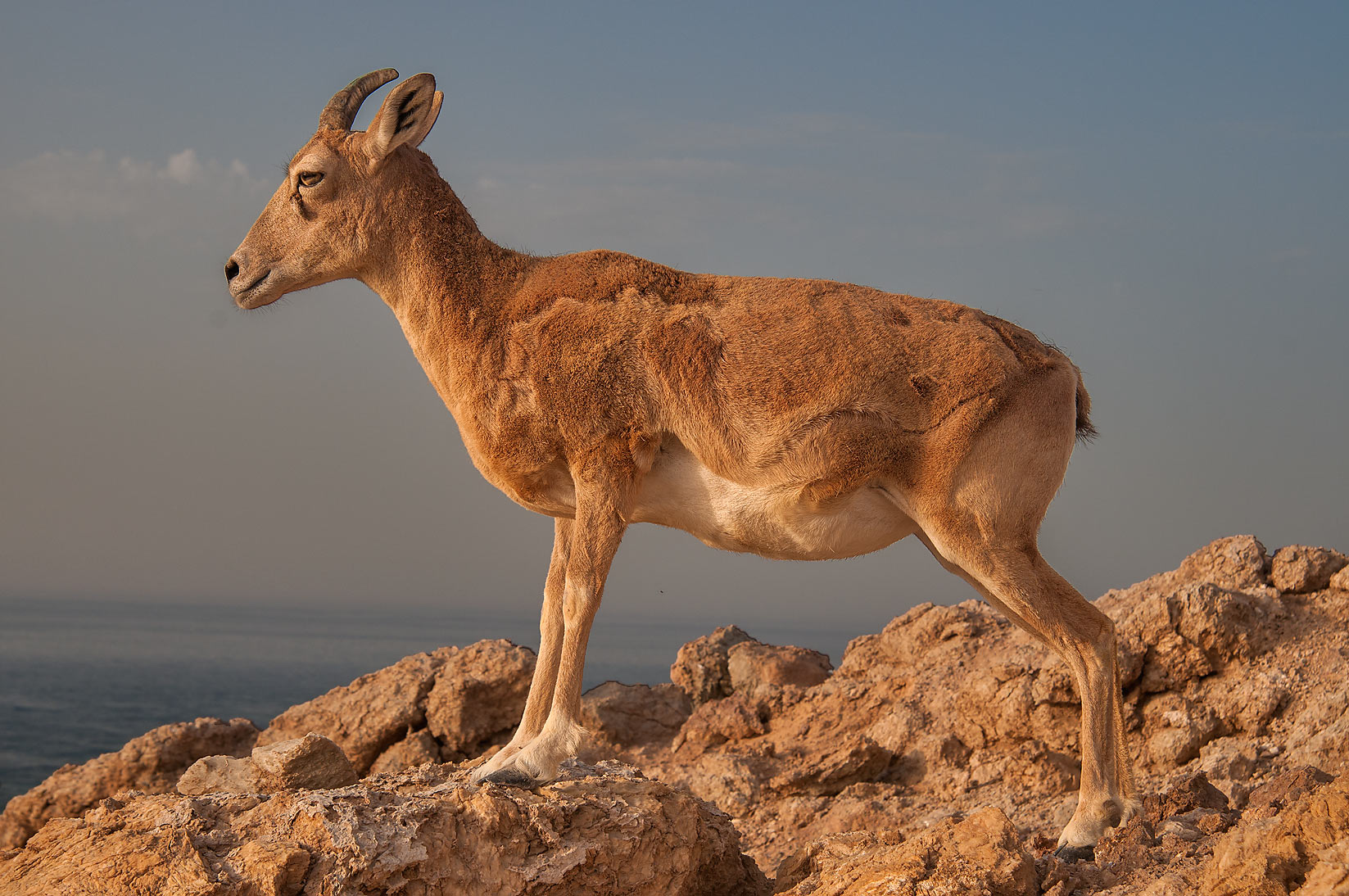